# Olav V của Na Uy
Olav V của Na Uy (Alexander Edward Christian Frederik; ngày 2 tháng 7 năm 1903 – ngày 17 tháng 1 năm 1991) là vua của Na Uy từ năm 1957 cho đến khi ông qua đời. Một thành viên của nhà Schleswig-Holstein-Sonderburg-Glücksburg, Olav là con trai của Haakon VII của Na Uy và Maud của Liên hiệp Anh. Ông trở thành người thừa kế khi cha ông được đưa lên làm vua vào năm 1905. Ông là người thừa kế đầu tiên lên ngôi Na Uy được nuôi dưỡng ở Na Uy kể từ khi Olav IV, với việc thừa kế rõ ràng ngôi quân chủ, bố mẹ ông đã tạo một môi trường rất tốt cho ông. Năm 1929, ông kết hôn với người em họ của ông, Märtha của Thụy Điển. Trong Thế chiến II tài lãnh đạo của ông đã được nhiều người đánh giá cao và ông được bổ nhiệm làm Chủ tịch Quốc phòng Na Uy vào năm 1944. Trước thời điểm ông qua đời, ông là người cháu còn sống sót cuối cùng của Edward VII của Anh và Alexandra của Đan Mạch.

## Tước hiệu
- Ngày 2 tháng 7 năm 1903 - 18 tháng 11 năm 1905: Vương tôn Alexander của Đan Mạch
- Ngày 18 tháng 11 năm 1905 - ngày 21 tháng 9 năm 1957: Hoàng thân Anh, Thái tử Na Uy
- Ngày 21 tháng 9 năm 1957 - ngày 17 tháng 1 năm 1991: Quốc vương Bệ hạ

## Bibliography
- Benkow, Jo (1991). Olav - menneske og monark (bằng tiếng Na Uy) (ấn bản thứ 3). Oslo: Gyldendal Norsk Forlag. ISBN 82-05-20192-7.{{Chú thích sách}}:  Quản lý CS1: ngôn ngữ không rõ (liên kết)
- Bratli, Kjell Arne (1995). Sjøoffiser og samfunnsbygger: Vernepliktige sjøoffiserers forening: 100-års jubileumsbok: 1895–1995 (bằng tiếng Na Uy). Øyvind Schau. Hundvåg: Sjømilitære Samfund ved Norsk Tidsskrift for Sjøvesen. ISBN 82-91008-09-4(ib.). {{Chú thích sách}}: Kiểm tra giá trị |isbn=: ký tự không hợp lệ (trợ giúp)Quản lý CS1: ngôn ngữ không rõ (liên kết)
- Dahl, Hans Fredrik (1982). Norge under Olav V (bằng tiếng Na Uy). Oslo: Cappelen. ISBN 8202090520.{{Chú thích sách}}:  Quản lý CS1: ngôn ngữ không rõ (liên kết)

## Liên kết
- Official Website of the Norwegian Royal Family
- King Olav – biography (Official Website of the Norwegian Royal Family)
- The Royals – Regularly updated news coverage of the Norwegian royal family (Aftenposten)
- The Royal Norwegian Order of St Olav – H.M. King Olav V the former Grand Master of the Order Lưu trữ ngày 14 tháng 12 năm 2015 tại Wayback Machine
- Holmenkollen medalists Lưu trữ ngày 24 tháng 2 năm 2007 tại Wayback Machine – click Holmenkollmedaljen for downloadable pdf file (tiếng Na Uy)